# Staurakios

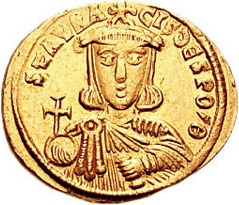
Staurakios auf dem Revers eines Solidus seines Vaters Nikephoros I.

Staurakios (mittelgriechisch Σταυράκιος, lateinisch Stauracius; † Anfang Januar 812) war im Jahr 811 für wenige Wochen byzantinischer Kaiser.

## Leben
Staurakios war der Sohn Kaiser Nikephoros’ I. Er wurde von diesem im Jahr 803 zum Mitkaiser erhoben. 807 heiratete er Theophano, eine Verwandte der ehemaligen Kaiserin Irene. In der Schlacht am Warbiza-Pass gegen die Bulgaren im Jahr 811 fiel sein Vater im Kampf. Staurakios, der ebenfalls an der Schlacht teilgenommen hatte, entkam schwer verwundet und wurde am 28. Juli in Adrianopel zum Kaiser gekrönt. Nach Konstantinopel zurückgekehrt, ernannte er seine Gattin zur Mitregentin. Aufgrund seiner schweren Verletzungen wurde er jedoch Anfang Oktober 811 vom Patriarchen Nikephoros abgesetzt und in ein Kloster verbannt, wo er Anfang Januar des darauffolgenden Jahres verstarb. Manche Quellen berichten, dass er von seiner Schwester Prokopia vergiftet worden sei. Sein Nachfolger wurde Michael I. Rangabe, der die Schlacht unverletzt überlebt hatte und mit Prokopia verheiratet war.